# فورد إسكيب
الفورد إسكيب (بالإنجليزية: Ford Escape)‏ هي سيارة من فئة الرياضية المتعددة الاستخدام تصنع من قبل شركة فورد الأمريكية، منذ طرحها لأول مرة في العام 2000 ميلادي قامت شركة فورد بتصنيع ثلاثة أجيال من هذه السيارة.

## الجيل الأول (2000 إلى 2006)
تم إنتاج الجيل الأول من سيارات الإسكيب في العام 2000 ليطرح في الأسواق كطراز للعام 2001 وتعاونت شركة فورد مع شركة مازدا اليابانية لإنتاج هذه السيارة وطرحت بالتزامن مع طرح شركة مازدا لسيارتها مازدا تربيوت حيث تم تصنيع الطرازين بناءا على منصة فورد سي دي 2 (Ford CD2 platform) والتي بدورها بنيت على منصة مازدا جي أف (Mazda GF platform).

## الجيل الثاني (2007 إلى 2012)
الجيل الثاني من سيارات إسكيب أُعلن عنه لأول مرة في العام 2006 خلال معرض لوس أنجلوس العالمي للمركبات., تم إعادة تصميم الإسكيب لغرض منافسة سيارات الكروس أوفر من الشركات المنافسة الأخرى الا انه تم الإبقاء على معظم الأجزاء الداخلية للسيارة مشابهه لسيارات الجيل الأول وايضا تم الاحتفاظ بمنصة سي دي 2 لسيارات الإسكيب., بينما قامت فورد بتجهيز الجيل الثاني من إسكيب بنظام إلكتروني للتحكم بالثبات.
إستعارت الإسكيب المحدثة بعض من تصاميم سيارات فورد الأخرى كالإكسبلورر والأيدج والإكسبيديشن،
التغيرات تضمنت مصابيح أمامية أكبر في المقدمة بينما تم إعادة تصميم جانبي السيارة باستخدام خطوط أنعم وأقواس عجلات أكثر استدارة، كما تم إعادة تصميمها بالكامل من الداخل، بما في ذلك إضافة أحدث نظام للملاحة من فورد.
في حزيران (يونيو) 2010 أعلنت فورد أنها سوف تتوقف عن إنتاج الجيل الثاني من الإسكيب في 2011 وستقوم بنقل إنتاجها إلى مصنع تجميع لويفيل التابع لها في لويفيل في ولاية كنتاكي في الولايات المتحدة لإنتاج الجيل الثالث من الإسكيب.

## الجيل الثالث (2012 إلى الآن)
الجيل الثالث من سيارات الإسكيب بنيت على منصة فورد الجديدة كلوبل سي (Global C platform). وتم الإعلان عنها لأول مرة خلال معرض لوس أنجلوس للمركبات 2011. يتضمن الجيل الجديد من الإسكيب نوعان من محركات الإكوبوست ذات الأربع اسطوانات، المحرك الأساسي بسعة 2.5 لتر اما المحرك الثاني فقد تضمن الجيل الثالث من الإسكيب ولأول مره في مركبات فورد محرك فورد الجديد ذو سعة 1.6 لتر.
نظام التعليق المستخدم في الجيل الثالث نظام تعليق أُتوماتيكي بستة سرعات، الجيل الجديد من الفورد إسكيب يمتاز بديناميكا هوائية أكثر ب10% من الجيل السابق.